# Barraca d'en Clavero
La Barraca d'en Clavero és una obra de Deltebre (Baix Ebre) inclosa a l'Inventari del Patrimoni Arquitectònic de Catalunya.

## Descripció
La barraca és de planta rectangular, el sòl és de terra trepitjada mentre les parets són de canya, junc i fang arrebossat. Les coberta és a dues aigües feta també amb juncs disposats a rangleres s'aguanten sobre bigues de canyes disposades de llarg a llarg. L'interior està dividit en tres càmeres, sent la del mig la té el fumeral. L'única porta d'accés a l'interior està en un dels frontal de la barraca.

## Història
Aquesta no tindrà més de 60 anys, però és interessant perquè reprodueix un sistema d'habitatge que arranca ja dels primers assentaments humans d'aquesta zona.